# یویا سانو
یویا سانو (ژاپنی: 佐野 裕哉؛ زادهٔ ۲۲ آوریل ۱۹۸۲) یک بازیکن فوتبال اهل ژاپن است.
از باشگاه‌هایی که در آن بازی کرده‌است می‌توان به باشگاه فوتبال توکیو وردی، باشگاه فوتبال شونان بلمار، باشگاه فوتبال و-واران ناگاساکی، باشگاه فوتبال گراونز کیتاکیوشو و باشگاه فوتبال ساگامیهارا اشاره کرد.